# Ellenbogen (Rhön)

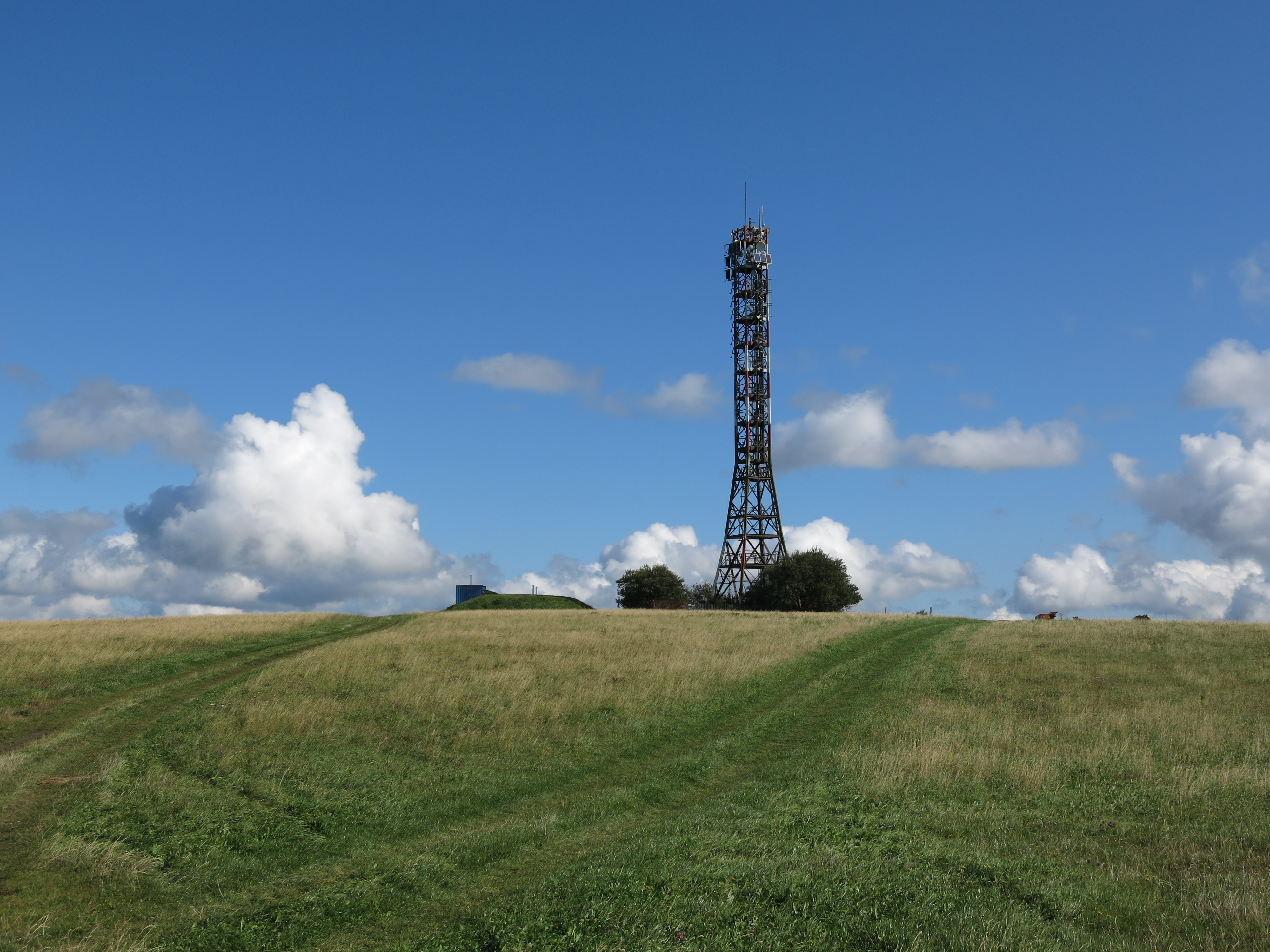
Sendemast auf dem Schnitzersberg

Der Ellenbogen ist ein 813 m ü. NHN hoher Berg der Rhön im thüringischen Landkreis Schmalkalden-Meiningen; untere Teile seiner Flanken liegen in Bayern und Hessen. Rund 1,5 km südlich befindet sich mit dem Schnitzersberg (815,5 m) die höchste Erhebung der thüringischen Rhön. Der Berg ist vulkanischen Ursprungs.
Auf dem Ellenbogen steht das Eisenacher Haus, unweit davon das Thüringer Rhönhaus und auf dem Schnitzersberg ein Sendemast.

## Geographie

### Lage
Der Ellenbogen mit seiner Kuppe Schnitzersberg erhebt sich im Landkreis Schmalkalden-Meiningen (Thüringen) zwischen den Ortschaften Oberweid im Nordnordwesten, Erbenhausen-Reichenhausen im Nordosten und Frankenheim im Südsüdwesten; die zuletzt genannte dieser drei thüringischen Ortschaften liegt wenige Meter unterhalb des Bergplateaus nahe dem Dreiländereck Bayern–Hessen–Thüringen. Die Südostflanke des Schnitzersbergs liegt im Landkreis Rhön-Grabfeld (Bayern) und seine Westflanke im Landkreis Fulda (Hessen). Bildet die Rhein-Weser-Wasserscheide, also zwischen der Streu und der Ulster. Sowohl Ellenbogen als auch Schnitzersberg befinden sich mit thüringischer Gipfellage im Biosphärenreservat Rhön. Untere Flankenteile liegen im Bereich der jeweiligen Bundesländer in den Naturparks Hessische Rhön und Bayerische Rhön.
Westlich vom Ellenbogen bzw. nordnordwestlich der Kuppe des Schnitzersbergs entspringt die Weid, ein südöstlicher Zufluss der den Berg westlich in Hessen von Süden nach Norden passierenden Ulster. Östlich vom Ellenbogen bzw. nordöstlich des Schnitzersbergs entspringt in Thüringen die Streu, ein nördlicher Zufluss der Fränkischen Saale.

### Naturräumliche Zuordnung
Ellenbogen und Schnitzersberg gehören in der naturräumlichen Haupteinheitengruppe Osthessisches Bergland (Nr. 35), in der Haupteinheit Hohe Rhön (354) und in der Untereinheit Zentrale Rhön (354.1) zum Naturraum Lange Rhön (354.11). Nach Osten fällt die Landschaft in den Naturraum Ostabfall der Langen Rhön (354.12) ab. In dieser Richtung leitet sie durch den vorgenannten Naturraum in den Naturraum Auersberger Kuppenrhön (353.24) über, in den sie nach Norden und Nordwesten abfällt und der in der Haupteinheit Vorder- und Kuppenrhön (353) zur Untereinheit Kuppenrhön (353.2) zählt.

### Berghöhe und -kuppen
Am Ellenbogen und Schnitzersberg bzw. im Bereich der dortigen Drei Spitzen sind dies die höchsten Stellen oder Hügel oberhalb der 800-m-Höhenlinie – sortiert nach Höhe in Meter (m) über Normalhöhennull (NHN) und Entfernungen zur Kuppe des Schnitzersbergs in Kilometern (km):
- Schnitzersberg (⊙; 815,5 m; höchster Berg im thüringischen Teil der Rhön; eine der Drei Spitzen)
- Hintere Rhön (⊙; 813,7 m, 0,7 km nordwestlich; eine der Drei Spitzen)
- Ellenbogen (⊙; 813 m, 1,6 km nördlich)
- namenloser Hügel (⊙; 812,5 m, 0,3 km südlich; eine der Drei Spitzen)
- Schafküppel (⊙; 806,8 m, 2,1 km nordnordöstlich)

Jedoch ist in den meisten Landkarten die Höhe vom Ellenbogen gerundet mit 814 m und jene vom Schnitzersberg mit 816 m angegeben. Die über 800 m hoch gelegenen Bereiche des Bergplateaus reichen an der Westflanke vom Schnitzersberg nach Hessen und die unterhalb davon befindlichen Bereiche im Südosten, mit den Geschwisterkuppen Rhönkopf und Salkenberg (773 m) nach Bayern.

## Schutzgebiete
Bis auf die Ost- und Südflanke von Ellenbogen und Schnitzersberg reichen Teile des Naturschutzgebiets (NSG) Rhönkopf-Streufelsberg (CDDA-Nr. 165168; 1967 ausgewiesen; 5,1411 km² groß) und bis auf die Westflanke solche des NSG Rhönwald (CDDA-Nr. 165169; 1967; 1,3247 km²). Auf den gesamten Erhebungen liegen Teile des Landschaftsschutzgebiets Thüringische Rhön (CDDA-Nr. 20897; 1989; 631,89 km²). Auf Großteilen befinden sich Teile des Fauna-Flora-Habitat-Gebiets Hohe Rhön (FFH-Nr. 5426-320; 16,2 km²) und des Vogelschutzgebiets Thüringische Rhön (VSG-Nr. 5326-401; 199,49 km²).

## Erschließung

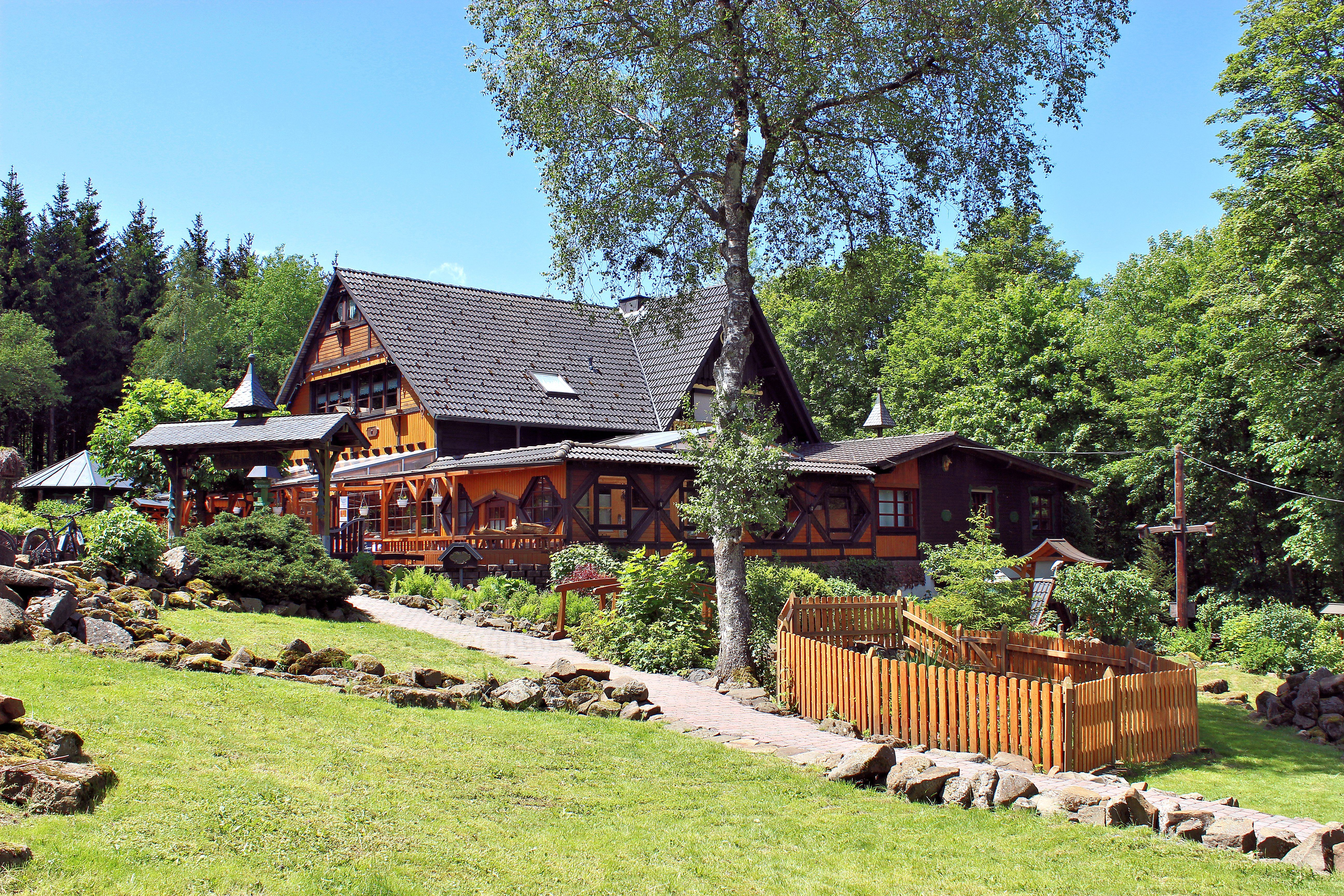
Das Thüringer Rhönhaus

### Bauwerke

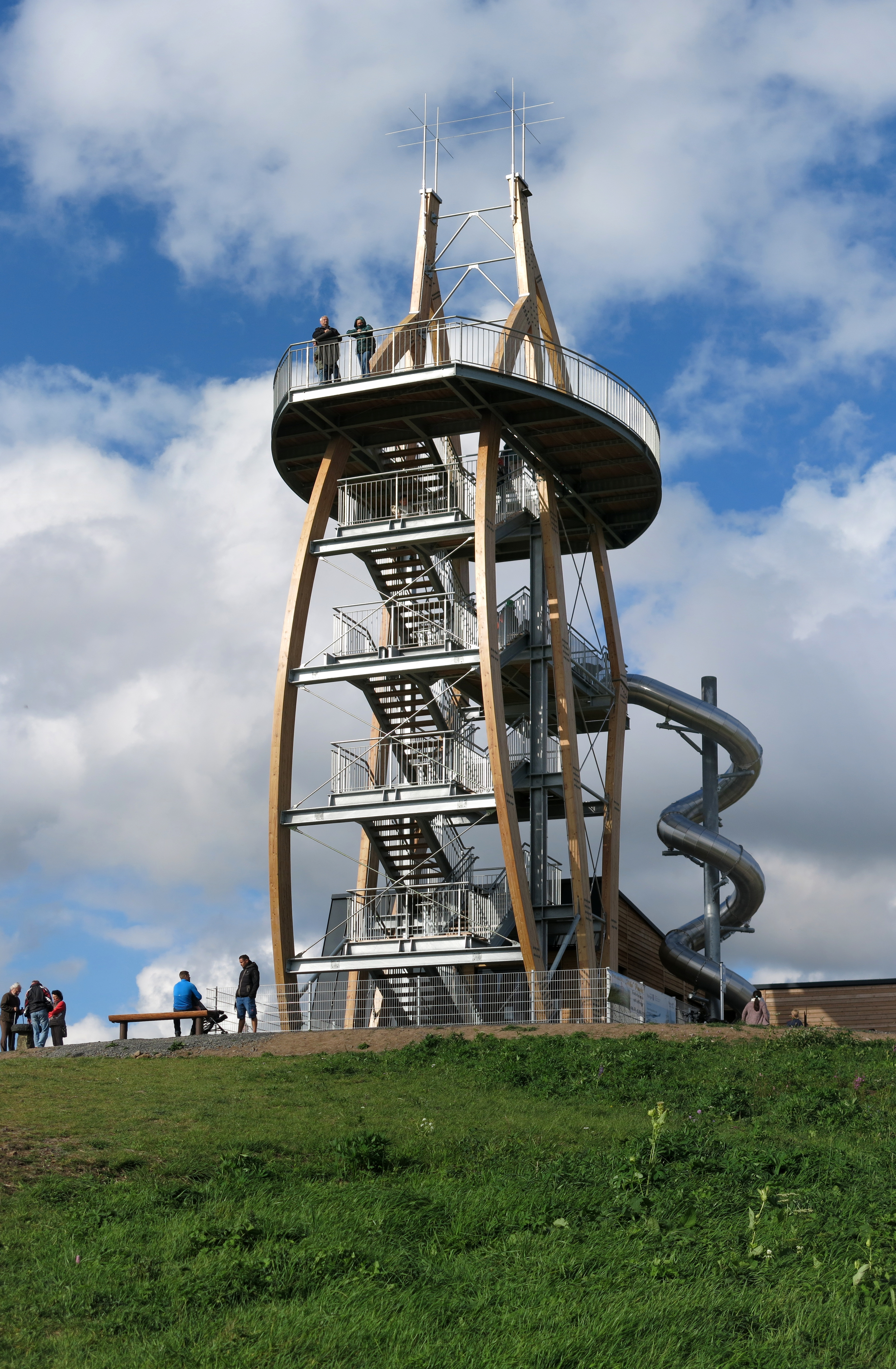
Aussichtsturm Noahs Segel

Nahe dem Gipfel des Ellenbogens steht das Eisenacher Haus, das 1928 vom Rhönklubzweigverein Eisenach als Wanderheim errichtet wurde. Es wurde im Kalten Krieg erst enteignet und anschließend aufgrund der Grenznähe als Horchposten der DDR genutzt. Derzeit befindet sich ein Hotelbetrieb im Haus. Ungefähr 1 km südwestlich vom Eisenacher Haus steht im Wald versteckt das Thüringer Rhönhaus (Bergrestaurant und -pension u. a. mit Tiergehege). Auf dem Schnitzersberg befindet sich ein Sendemast und rund 700 m westlich davon die Bauerschaft Weidenhof. Am 3. Juni 2016 begannen auf dem Gipfel des Ellenbogens die Arbeiten zum Bau des Aussichtsturms Noahs Segel mit Rutsche und Ausstellungsgebäude. Nach Abschluss der Arbeiten erfolgte die Eröffnung am 6. August 2017. Seither kann er zu den Öffnungszeiten gegen geringes Entgelt bestiegen werden.

### Verkehr, Wandern und Wintersport
Über den Bergrücken verläuft der Abschnitt Frankenheim–Reichenhausen der Landesstraße 1123. Über Ellenbogen und Schnitzersberg führt der von der Wasserkuppe kommende Rhön-Rennsteig-Wanderweg, der weiter nach Oberhof verläuft. Am Eisenacher Haus treffen sich der Rhön-Höhen-Weg, der Milseburgweg und weitere örtliche Wanderwege und Rundwanderwege.
Der Gipfel des Ellenbogens ist ein guter Aussichtspunkt in westliche und nördliche Richtungen. Während Wasserkuppe (13 km), Milseburg (13 km) und Großer Inselsberg (41 km) häufig gesehen werden können, reicht die Fernsicht nur an wenigen Tagen im Jahr bis zum Kahlen Asten (131 km) oder zum Brocken (141 km).
Für den Wintersport gibt es auf dem Ellenbogen einen Ski- und Rodelpark mit Lift.